# Stazione di Catania Acquicella
La stazione di Catania Acquicella è una delle stazioni ferroviarie di RFI a servizio della città di Catania; è posta al km 237+832 della ferrovia Messina-Siracusa.
È situata nei pressi del Cimitero monumentale di Catania, dal quale è separata da via Zia Lisa, uno degli assi di ingresso della città da sud-ovest. L'edificio principale della stazione è posto a est dei binari, lato mare, e si affaccia su di una piazza dalla quale è possibile raggiungere il porto di Catania e la Plaia.
La stazione è la prima a essere incontrata dai treni che provengono dalla stazione di Catania Centrale per le linee ferroviarie per Siracusa, Caltagirone e Caltanissetta Xirbi, Agrigento e Palermo. Un tempo molto frequentata dai viaggiatori pendolari, ha visto pesantemente ridurre la sua importanza in seguito alla chiusura degli importanti impianti ferroviari adiacenti che davano lavoro a migliaia di lavoratori dell'indotto. Nessun treno vi effettua più fermata per servizio viaggiatori . 
Adiacente alla stazione, sul lato est, è ancor oggi visibile il grande impianto dell'Officina Veicoli di Acquicella in cui venivano effettuate revisioni integrali e grandi riparazioni dei rotabili ferroviari e, per un certo periodo, anche di automotrici.
Dal lato ovest invece sono visibili i capannoni della Squadra Rialzo delle FS.

## Storia
La stazione, denominata "Acquicella" dal nome del torrente che vi scorre a margine, venne costruita nell'ambito del programma di costruzione di ferrovie avviato dalla Società Vittorio Emanuele con l'intento di raggiungere le aree zolfifere dell'area centro-orientale della Sicilia per convogliarne i prodotti mediante la strada ferrata verso il porto di Catania. I progetti attuati in seguito vi fecero confluire anche i prodotti agricoli dell'area sud-orientale dell'Isola e della Piana di Catania.
La stazione venne costruita in prossimità dell'imbocco della galleria dell'Acquicella, costruita per percorrere in sottopassaggio la zona sud della città, e venne inaugurata il 1º luglio 1869 in concomitanza con l'apertura all'esercizio della tratta ferroviaria Catania-Bicocca di 7.468 metri. Il 1º luglio 1869 era anche la data in cui la Stazione di Catania Centrale veniva collegata al fascio binari del porto mediante un raccordo in discesa lungo 914 metri.
Il 10 settembre 1909 la denominazione dell'impianto venne mutata in "Catania Acquicella".
La stazione è destinata a convertirsi in fermata metropolitana in conseguenza dei lavori ferroviari del Nodo Catania.

## Strutture e impianti

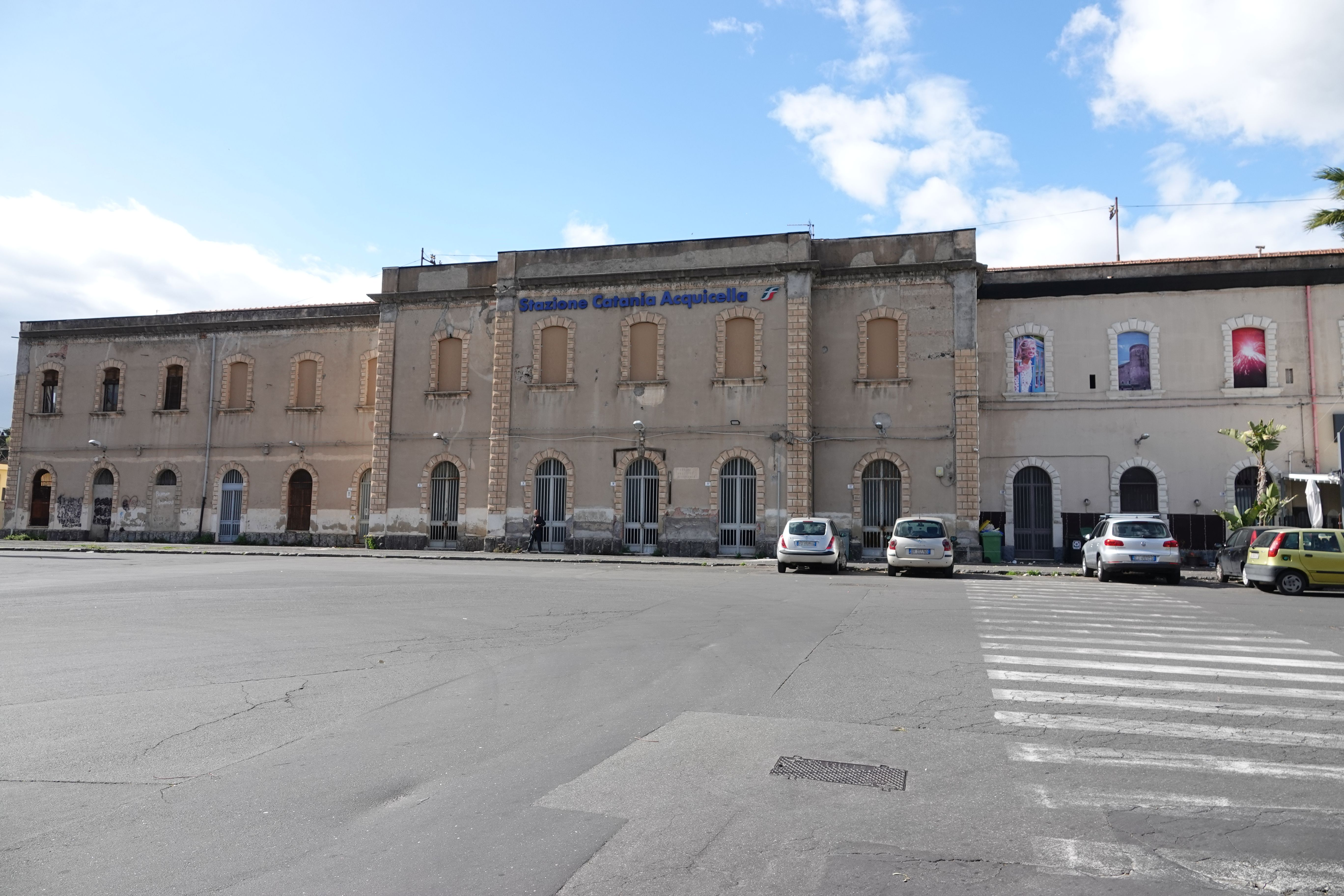
La stazione di Catania Acquicella, vista dal lato stradale.

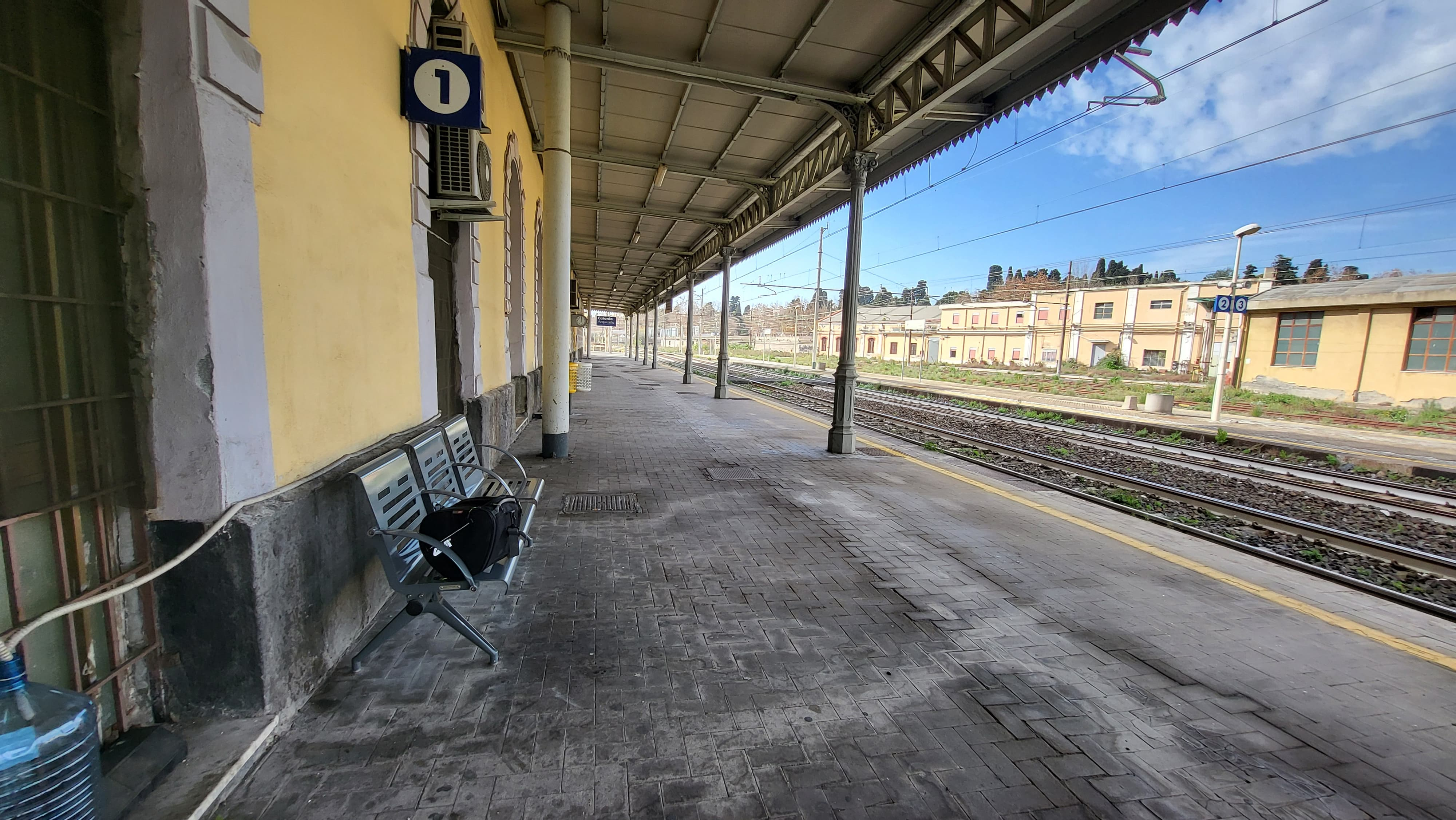
La stazione di Catania Acquicella, vista dal lato dei binari, in direzione Siracusa.

La stazione di Catania Acquicella consiste di un notevole fabbricato viaggiatori a due piani, in austero stile ferroviario costituito, dal lato esterno, di due corpi laterali a sei luci ciascuno collegati da un corpo centrale prominente a tre luci con un lieve rientro laterale simmetrico, a una luce per lato, che alleggerisce la prospettiva d'insieme. Il fabbricato è posto in prossimità dell'imbocco della galleria dell'Acquicella in posizione dissimmetrica rispetto al fascio binari.
Il fascio binari comprende un binario di transito e tre binari di precedenza, di cui due per servizio viaggiatori e uno per servizio merci. Solo il primo binario è munito di una pensilina classica con struttura in ferro e colonne di ghisa. I binari del fascio merci e di smistamento (complessivamente 20 binari tronchi) si trovano sul lato orientale della stazione; dallo stesso lato si dipartono i raccordi per la dismessa Officina Grandi Riparazioni di Acquicella e per l'abbandonato fascio merci di San Giuseppe la Rena con la carbonaia e i dismessi mercati generali. Dalla stazione, in direzione di Siracusa ha origine il breve tratto a doppio binario per la successiva stazione di Catania Bicocca. Un terzo binario di collegamento tra gli scali merci delle due stazioni contigue non è mai stato utilizzato dopo la sua costruzione.
Lo scalo è dotato di vari magazzini merci con relativo piano caricatore, sagoma limite e due ponti a bilico da 40 t di cui uno da 8 m di lunghezza e uno da 9 m.
È presente anche un rifornitore di acqua per locomotive a vapore con colonna idraulica e rifornitori di gasolio e di carbone. Le infrastrutture sono in atto parzialmente inutilizzate a causa delle ristrutturazioni e riclassificazioni d'uso attuate o in corso di attuazione sulla rete ferroviaria.

## Movimento
L'orario ferroviario del 18 novembre 1938 riportava la fermata di 3 coppie di treni accelerati da e per Siracusa e di una coppia di accelerati da e per Palermo, una coppia di automotrici in servizio locale e una coppia di omnibus da e per Caltanissetta. Vi effettuavano fermata 6 coppie di treni da e per Caltagirone e 4 coppie di treni di diverse categorie da e per Schettino.
L'offerta di servizio nel 1975 riportava la fermata di 5 coppie di treni locali da e per Siracusa, di 3 coppie da e per Caltanissetta e una coppia da e per Catenanuova.
L'orario di servizio 1981-1983 prevedeva la fermata di 2 coppie di treni viaggiatori locali da Catania per Caltanissetta e viceversa, di una coppia di automotrici da e per Catenanuova e di una coppia di espressi da e per Palermo. Vi avevano fermata anche le 3 coppie di treni viaggiatori da e per Carcaci. Vi effettuavano servizio viaggiatori 7 coppie di treni da e per Caltagirone (di cui una coppia di diretti). Dalla linea di Siracusa provenivano 5 treni locali mentre 3 vi partivano per tale direzione
L'orario di servizio 1995-1997 indica una contrazione dell'offerta relativa alla stazione; non più alcuna fermata di treni viaggiatori provenienti da, o diretti a, Caltanissetta o Palermo ma solo di una automotrice da Catenanuova. Lo stesso prevedeva 7 coppie di treni regionali aventi fermata per Caltagirone e Gela e 3 in senso inverso. Un solo treno regionale da Siracusa vi effettuava fermata.
Nonostante la potenzialità, data la vicinanza del cimitero e la popolosità dei quartieri limitrofi, la stazione è stata del tutto sottoutilizzata fino all'abbandono del servizio viaggiatori. Il futuro è incerto; resta il possibile riutilizzo quale stazione del passante ferroviario di Catania, per il servizio di trasporto metropolitano.

Consistente era il traffico merci sia di derrate e ortofrutticoli sia di prodotti semilavorati industriali e minerari. Il traffico merci si è progressivamente ridotto dall'inizio degli anni ottanta anche in seguito all'attestamento dei treni nella stazione di Bicocca e alla trasformazione del trasporto merci in intermodale.

## Servizi
La stazione è dotata di:
- Bar